# Aldobolyi Nagy Miklós
Aldobolyi Nagy Miklós (A. Nagy Miklós) (Turócszentmárton, 1911. november 28. – Szeged, 1973. április 4.) geográfus, hidrogeológus, főiskolai tanár.

## Életpályája
1934-ben a budapesti tudományegyetemen közgazdaság-tudományi kar földrajz-vegytan-áruismeret szakán felsőkereskedelmi iskolai tanári oklevelet szerzett. 1934–1941 között a Szegedi Női Felsőkereskedelmi Iskola pedagógusa volt. 1936-ban doktorált a műszaki egyetemen. 1941–1944 között a szamosújvári kereskedelmi középiskola rendes tanára volt. 1942-ben magántanárrá habilitálták. 1944–1945 között a szentendrei papírgyár munkása volt. 1945–1946 között a Vallás- és Közoktatásügyi Minisztérium szegedi főigazgatóságának szakiskolai előadója volt. 1945–1947 között a Szegedi Tanárképző Főiskola rendes tanára volt. 1945–1957 között Szegeden a Pedagógiai Főiskola földrajzi tanszékén tanszékvezető tanár volt. 1946-ban a Szegedi Kereskedelmi Fiúiskola rendes tanára volt. 1947-ben Magyarország népességi statisztikája tárgykörben magántanári képesítést szerzett. 1947–1948 között a Szegedi Tudományegyetem magántanára volt. 1947–1957 között a Magyar Tudományos Akadémia Talajföldrajzi Bizottság alapító tagja volt. 1953-tól a Magyar Földrajzi Társaság Szegedi Osztályának alapító tagja. 1955–1956 között az MTA-TMB aspiránsa volt. 1957–1960 között az Országos Vízügyi Főigazgatóság kutató-geológusaként tevékenykedett. 1960–1964 között az Országos Vízügyi Főigazgatóság Szegedi Vízügyi Igazgatóság főelőadójaként dolgozott. 1967–1973 között a Vízkészlet-gazdálkodási Központ tudományos munkatársa volt.

### Munkássága
Teleki Pál tanítványaként elsősorban népességföldrajzzal, majd az Alföld településföldrajzával, természet- és talajföldrajzával, hidrogeográfiai kutatásokkal foglalkozott. Magyarországon elsők között vizsgálta az Alföld agrárnépességét, elsőként végzett tájnépességi kutatásokat Erdélyben. Demográfiailag feldolgozta a Kis-Szamos vízgyűjtőterületének 103 községét. A magyarországi talajföldrajzi kutatások úttörője volt; Ballenegger Róbert és Kreybig Lajos mellett több talajföldrajzi térképet készített, majd Korpás Emillel kidolgozta a talajföldrajzi kutatások módszertanát.
Öngyilkos lett altatószer-mérgezés által.

## Családja
Szülei: Aldobolyi Nagy Zoltán (1870-1938) törvényszéki bíró és Hofmann Georgina (?-1927) voltak. 1936-ban házasságot kötött Tulkis Magda középiskolai tanárral. Gyermekei: Aldobolyi Nagy György (1939-) zeneszerző; Aldobolyi Nagy Emma (1945-) és Aldobolyi Nagy Magda (1949-).

## Művei
- Agrárnépesedési vizsgálódások Magyarországon (Egyetemi doktori értekezés is; Szeged, 1936)
- Vidékiek átalakulása Budapesten (Magyar Szemle, 1940)
- Tájnépesedés (Szeged, 1941)
- Táji nevelés (Nevelésügyi Szemle, 1941)
- A Zsitvaszög tájnépesedése (Budapest, 1942)
- Talajtérképezés a Délvidéken (Szeged, 1942)
- Magyarok a Kis-Szamos mellékén (Hitel [Kolozsvár], 1943)
- Táj és ember a Kis-Szamos medencéjében (Szamosújvár, 1944)
- Múlt és jelen a Marosszögben (Tiszatáj, 1947)
- Az éghajlat hatása az Alföld településeire (Wagner Richárddal; Szeged, 1948–1949)
- Alföldi tájak (Alföldi Tudományos Intézet Évkönyve. III. Szeged, 1949)
- A Marosszög (Csongrád megyei füzetek; Szeged, 1954)
- Talajföldrajzi megfigyelések a Tiszazugban (Földrajzi Értesítő, 1954)
- A talajföldrajzi kutatások módszertana (Korpás Emillel; Szeged, 1955)
- Talajföldrajzi kutatások a két Körös mellékén (Földrajzi Közlemények, 1956)
- A Délkelet-Alföld mezőgazdasági földrajzának vázlata (Szeged, 1956)
- Szeged földrajzi energiái és a város hatásterülete (Szegedi Pedagógiai Főiskola Évkönyve, 1957)
- Új hőforrás Szegeden (Földrajzi Közlemények, 1957)